# Bahía Wager
La bahía Wager, anteriormente río Wager, (en inglés: Wager Bay es una bahía del Ártico canadiense situada en la costa noroccidental de la bahía de Hudson, en la región de Kivalliq, en el Territorio Autónomo de Nunavut.
La bahía, sus aguas y riberas, son el núcleo del Parque nacional Ukkusiksalik, establecido en 2003 con un área protegida de 20.500 km².

## Geografía

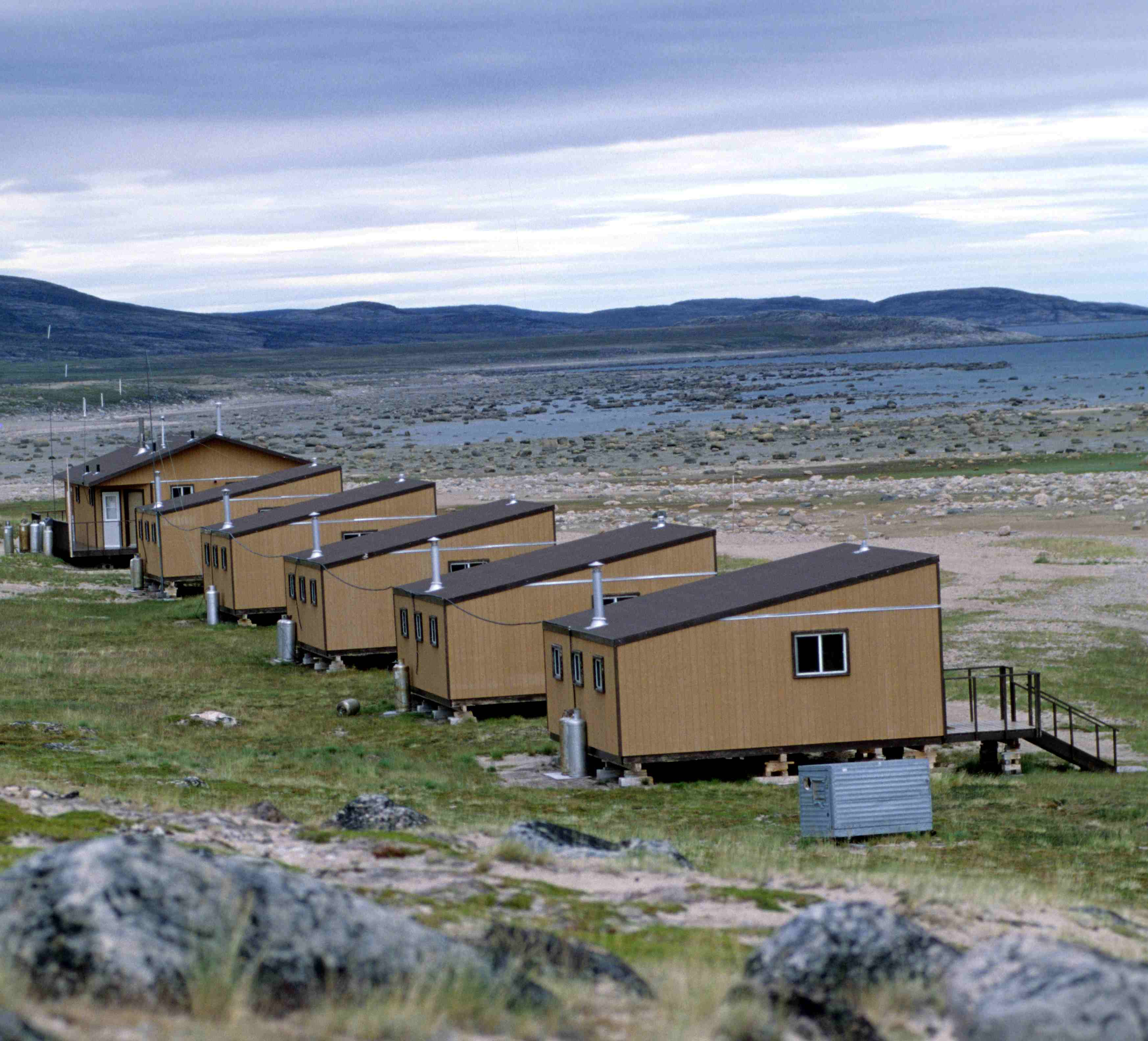
Sila Lodge (Bahía Wager, julio de 1996).

La bahía Wager está ubicada en la costa oeste del Roes Welcome Sound, más o menos en su tramo superior. La bahía es una larga entrada que se extiende en el continente en dirección oeste adentrándose en una región de tundra. Su línea costera tiene 150 km de longitud. La elevación es de 51 m sobre el nivel del mar. En ella desemboca el río Sila. Cerca se encuentran los lagos North Lake, South Lake, Brown Lake y Ford Lake.
La zona de la bahía es el hogar de una gran variedad de animales, como osos polares, caribúes, focas, ballenas y morsas. También hay aproximadamente un centenar de especies de aves que habitaa en la zona, incluyendo halcones gerifaltes y halcones peregrinos. 
La zona de la bahía anteriormente formaba parte del distrito de Keewatin y de la región de Keewatin, pero desde 1999 el área se convirtió en parte de la región de Kivalliq.

## Historia

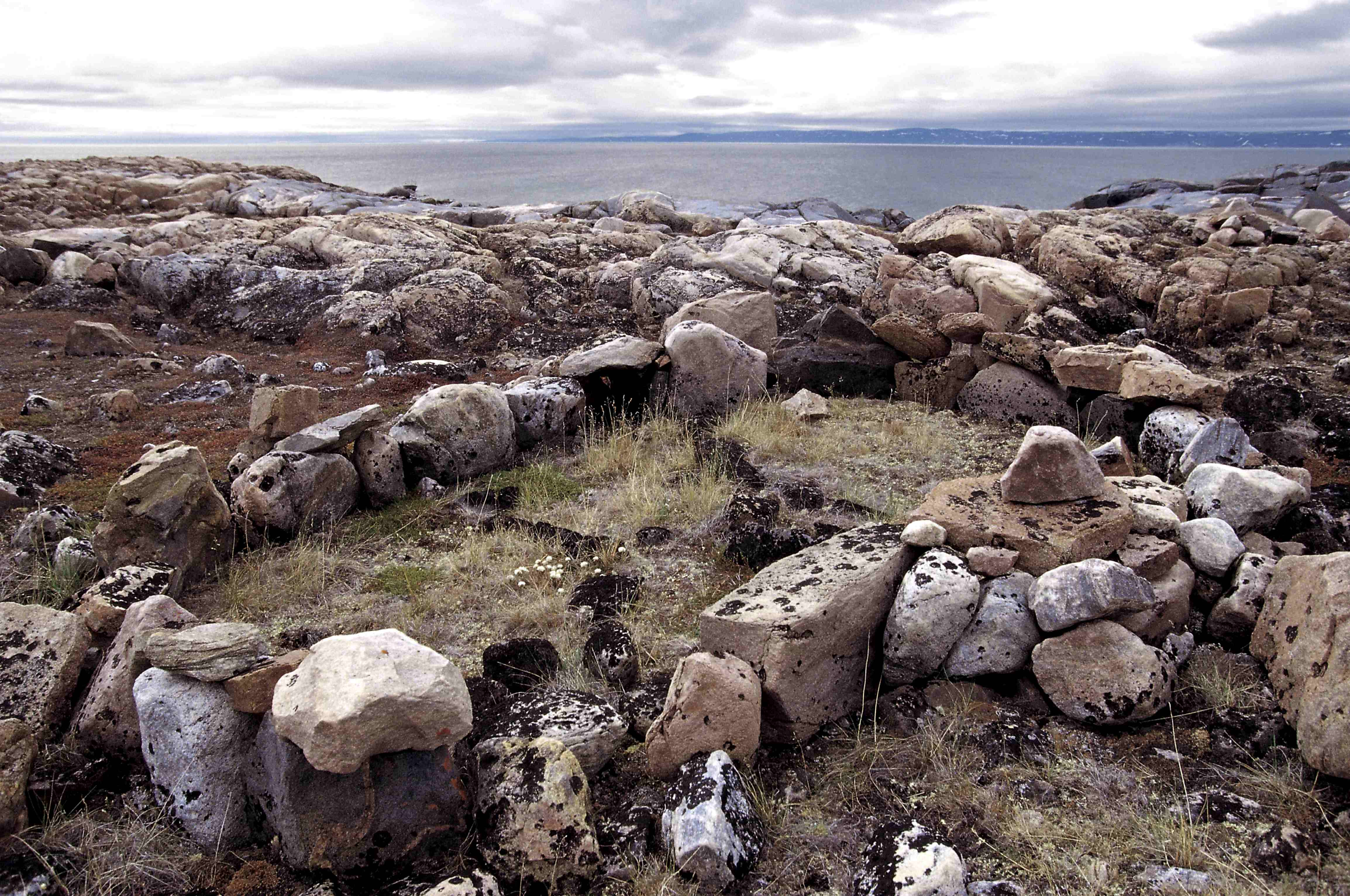
Restos Qarmaq, en Tinittuktuq Flats (Bahía Wager).

Poco se sabe sobre la historia antigua de la región de la bahía, ya que hasta el siglo XIX la zona solo estuvo habitada por los inuit, quienes tradicionalmente transmiten su historia de forma oral. Hay, sin embargo, una cantidad considerable de reliquias de piedra, sobre todo los anillos de tienda (tent rings) del pueblo Thule, inuksuit, escondites y refugios que evidencian que la costa de la bahía Wager estuvo habitada desde hace varios miles de años. Se han identificado cerca de 500 sitios arqueológicos en los últimos años, así como restos de la cultura Dorset (500 aC - 1000 dC), de la cultura Thule (1000 - 1800) y de los dos últimos siglos.
Los barrenland inuit (o esquimales caribú) no eran una tribu homogénea, si no familias de bastantes grupos diversos:
- Ukkusiksalingmiut de las regiones de los ríos Back y Hayes;
- Aivilingmiut de la región de la bahía Repulse;
- Qairnirmiut de las regiones del lago Baker y del Chesterfield Inlet;
- Netsilik Inuit (Natsilingmiut) de todo Kugaaruk y Taloyoak.

### Primeros europeos
Christopher Middleton, al mando de una expedición de exploración de la Royal Navy, fue el primer occidental conocido que navegó por las aguas de la bahía Wager. Dirigía una pequeña flota de exploración de solo dos barcos que buscaba en 1742 el paso del Noroeste en esa zona de la bahía de Hudson. Durante tres semanas las masas de hielo que conducían a Wager atraparon a los buques y eso dio tiempo para que Middleton enviase cuatro expediciones en botes para explorar la zona. Sus informes le convencieron de que estaba anclado en una entrada o un río, y cuando el hielo se despejó a principios de agosto las naves se abrieron camino fuera de Wager para continuar su viaje hacia el norte a través del actual Roes Welcome Sound. La marea era tan fuerte que pensaron que estaban en la entrada del pasaje buscado. Los barcos siguieron emocionados, pero el 6 de agosto Middleton anotó en su diario que «nuestras esperanzas de un pasaje por esta vía se desvanecieron».
Middleton bautizó la bahía en honor de Sir Charles Wager (1666-1743), Primer Lord del Almirantazgo británico, y una entrada donde ancló la llamó Puerto Douglas en reconocimiento de James y Henry Douglas, patrocinadores de su expedición. Las islas Savage cercanas fueron bautizadas así por los «salvajes esquimales» que encontró allí.
Al regreso de Middleton hubo cierta controversia sobre si era cierto que la bahía Wager no tenía salida, ya que no había sido explorada. Cinco años más tarde, William Moor, que estuvo al mando de la segunda nave que acompañó a Middlleton, encabezó una segunda expedición a la zona, esta vez financiada privadamente, la expedición se adentró en la bahía solo para compronbar que no tenía salida. Con la chalupa Resolution de la Dobbs Galley, la nave capitana, remontaron la Wager hasta 230 km de la entrada y «tuvimos la mortificación de ver claramente, que nuestro antes imaginado estrecho finalizaba en dos pequeños ríos no navegables...» En medio de la confusión y la discordia, con Moor frente a una amenaza de motín, y con una tercera parte de su tripulación demasiado enferma para llegar a cubierta, se tomó la decisión de navegar de regreso a Inglaterra.
Dado que la región estaba muy alejada de Europa y se consideraba "inútil", la bahía no es mencionada ni visitada por extranjeros durante más de 100 años. En la década de 1860, el explorador estadounidense Charles Francis Hall, en un barco de dos mástiles, llamado Monticello, mientras buscaba la expedición perdida de Franklin llegó al Roes Welcome Sound en 1864 y tuvo que pasar el invierno en la desembocadura de la bahía Wager .
En 1879, otra expedición estadounidense dirigida por el teniente Frederick Schwatka, también mientras buscaba a Franklin, pasó cerca de la bahía Wager por tierra. La región llegó a ser conocida cuando se inició el comercio de pieles a finales del siglo XIX.